# Palazzo Capponi-Vettori

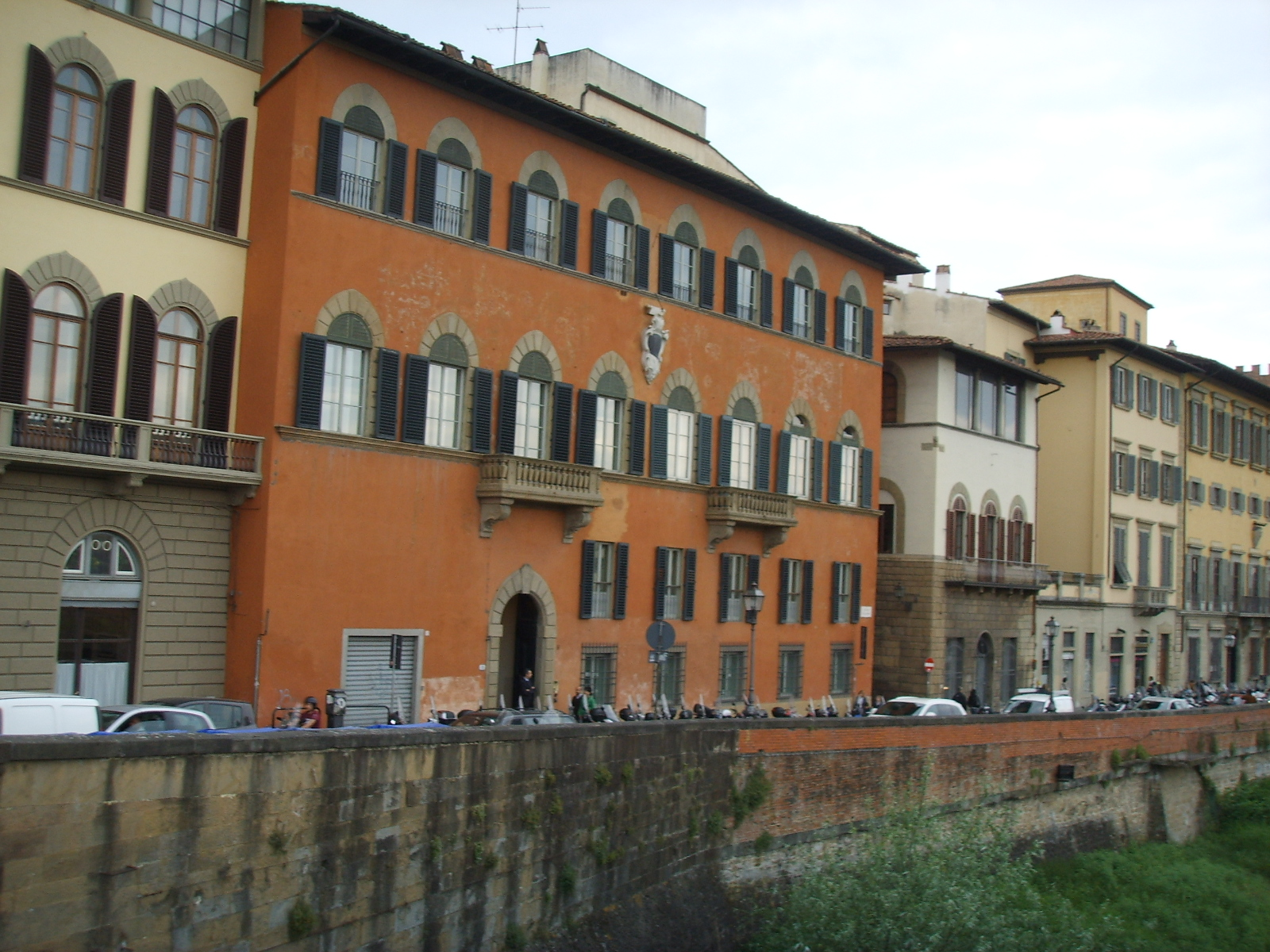
Fachada do Palazzo Capponi-Vettori no Lungarno.

O Palazzo Capponi-Vettori é um palácio de Florença que se encontra no nº 1 do Lungarno Guicciardini.

## História

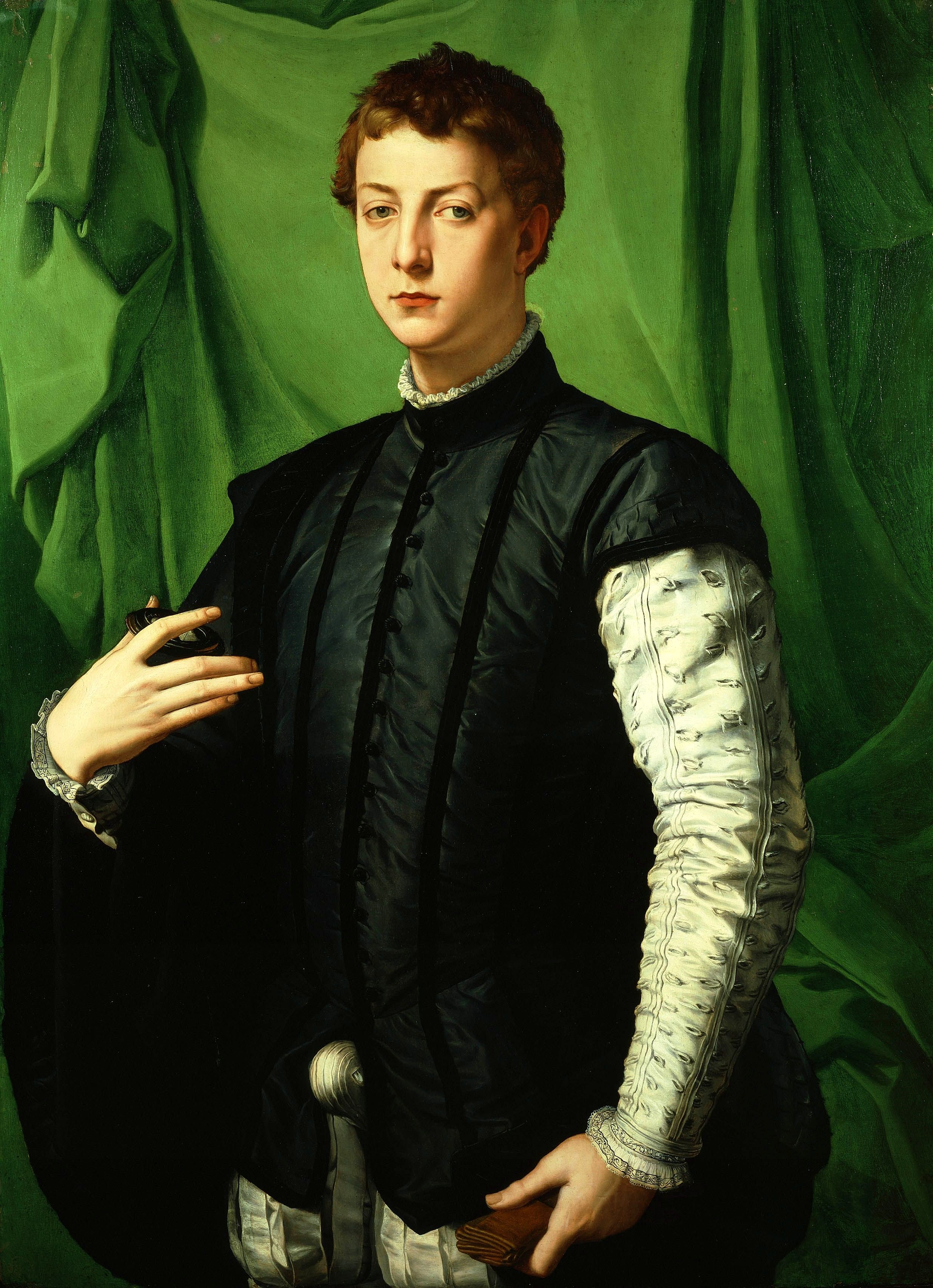
Agnolo Bronzino, Ritratto di Lodovico Capponi, Frick Collection, Nova Iorque

De origem quatrocentista, o palácio foi adquirido no século XVI por Lodovico Capponi júnior, que o escolheu pela sua posição, entre a Via Maggio e a Ponte di Santa Trinita, por causa dum conturbado caso amoroso que, no entanto, acabou com um final feliz. 
Apaixonado por Maddalena Vettori, Ludovico Capponi propôs desposá-la, mas o seu padrasto, Piero Salviati, marido da sua mãe, antes viúva, não aceitou a oferta uma vez que a rapariga já estava prometida em casamento ao filho do próprio Piero, o qual, porém, morreu em batalha antes que os dois se pudessem casar por causa da pouca idade da futura consorte. 
Como resposta, Maddalena foi fechada num convento, mas em seguida saíu para dar entrada como dama de companhia de Leonor de Toledo no Palazzo Pitti. Capponi, sempre enamorado da rapariga, que nunca estava autorizada a sair sem acompanhamento, podia, no entanto, vê-la a partir do palácio quando esta desfilava em cortejo com a corte grã-ducal e os olhares que os dois lançavam eram, segundo os cronistas da época, motivo de curiosidade para uma grande multidão que se reunia para observá-los.
Por fim, a grã-duquesa intercedeu pelo par e conseguiu obter o consentimento do padrasto,  permitindo que os dois se casassem. A celebração teve lugar na Piazza Santa Trinita, onde, escreveu um cronista, choviam confetis como granizo na primavera, e o vinho escorria como se fosse água.
O casal viveu no Palazzo Capponi-Vettori, que foi ampliado nos primeiros anos do século XVII e novamente reestruturado algumas décadas depois, quando assumiu o aspecto documentado por uma gravura de Giuseppe Zocchi: uma fachada com quatro janelas em fila nos três pisos canónicos, com um anexo composto pelo único piso térreo virado para a Via Coverelli. 
No final do século XVII passou em herança para os Riccardi, mudando de proprietários várias vezes depois disso. Na segunda metade do século XIX foi aumentado, chegando a duplicar a fachada voltada para o lungarno, como se apresenta actualmente.

## Arquitectura

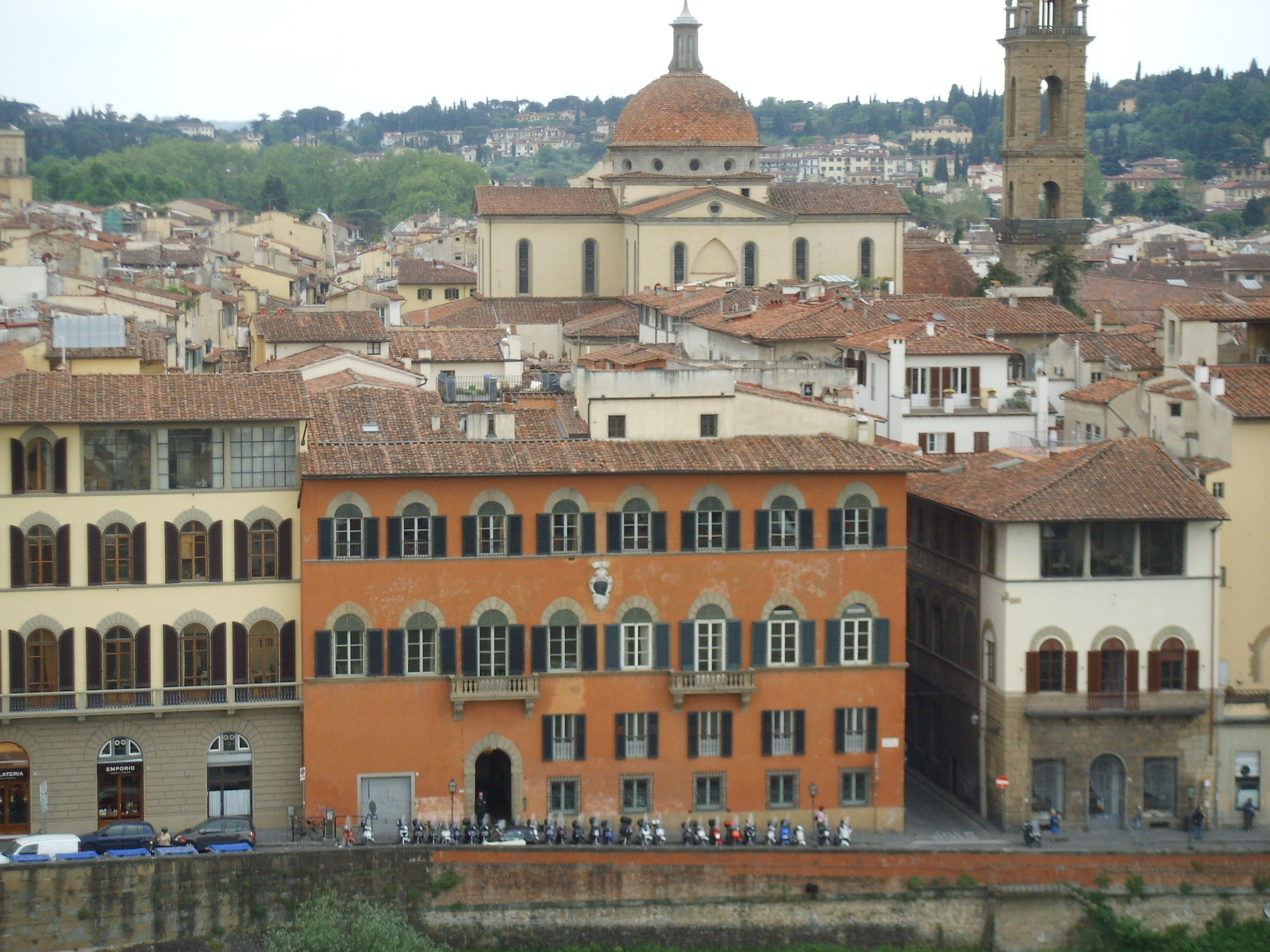
Vista aérea do Palazzo Capponi-Vettori.

O único portal desfasado foi, em tempos, o centro da fachada sobre o lungarno, enquanto no piso térreo se abrem cinco janelas quadradas encimadas por outras tantas aberturas no mezzanino, contendo um estabeleciemnto comercial à esquerda. No primeiro andar, oito janelas de vão arqueado são sublinhadas por uma cornija marca-piso e por duas varandas com vista para o Arno, datadas do século XIX. O segundo andar é análogo, mas as janelas não têm molduras salientes. O brasão familiar dos Capponi encontra-se no centro da fachada.
No interior, o palácio conserva, no piano nobile, um magnífico salão coberto de afrescos com grotescos, figuras alegóricas e Storie di Pier Capponi, Nicola Capponi e Neri Capponi ("Histórias de Pier Capponi, Nicola Capponi e Neri Capponi"), obra de Bernardino Poccetti datada de 1585. Também se encontra aqui uma valiosa lareira esculpida em pedra com destaques dourados. 
Na Via Santo Spirito, o palácio possui uma fachada secundária, mais antiga e mais pequena, com duas janelas rectangulares, enquadradas por fantasiosas molduras maneiristas, encimadas por outras tantas janelas com tímpano rectangular.

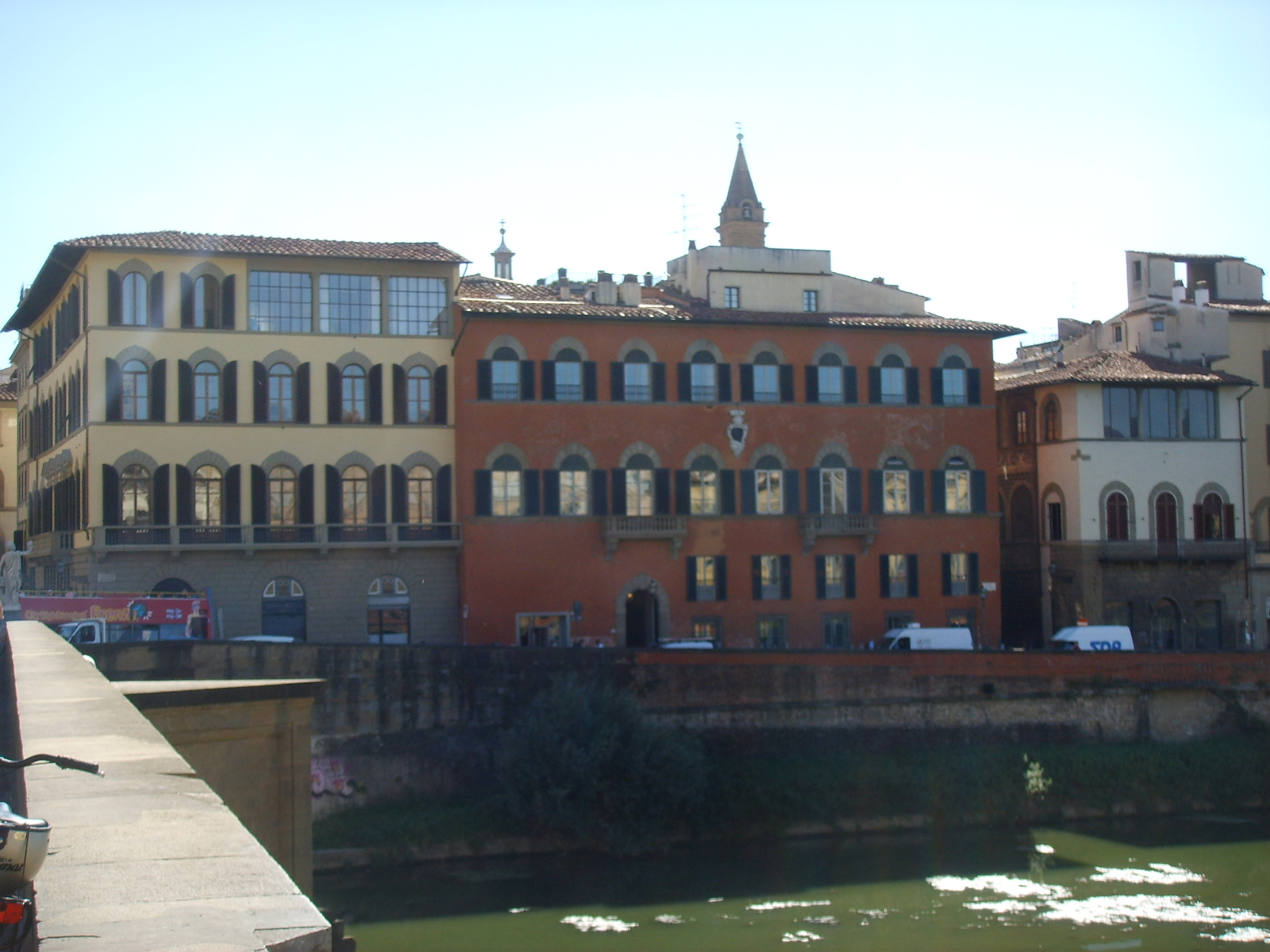
Fachada do palácio votada para o lungarno
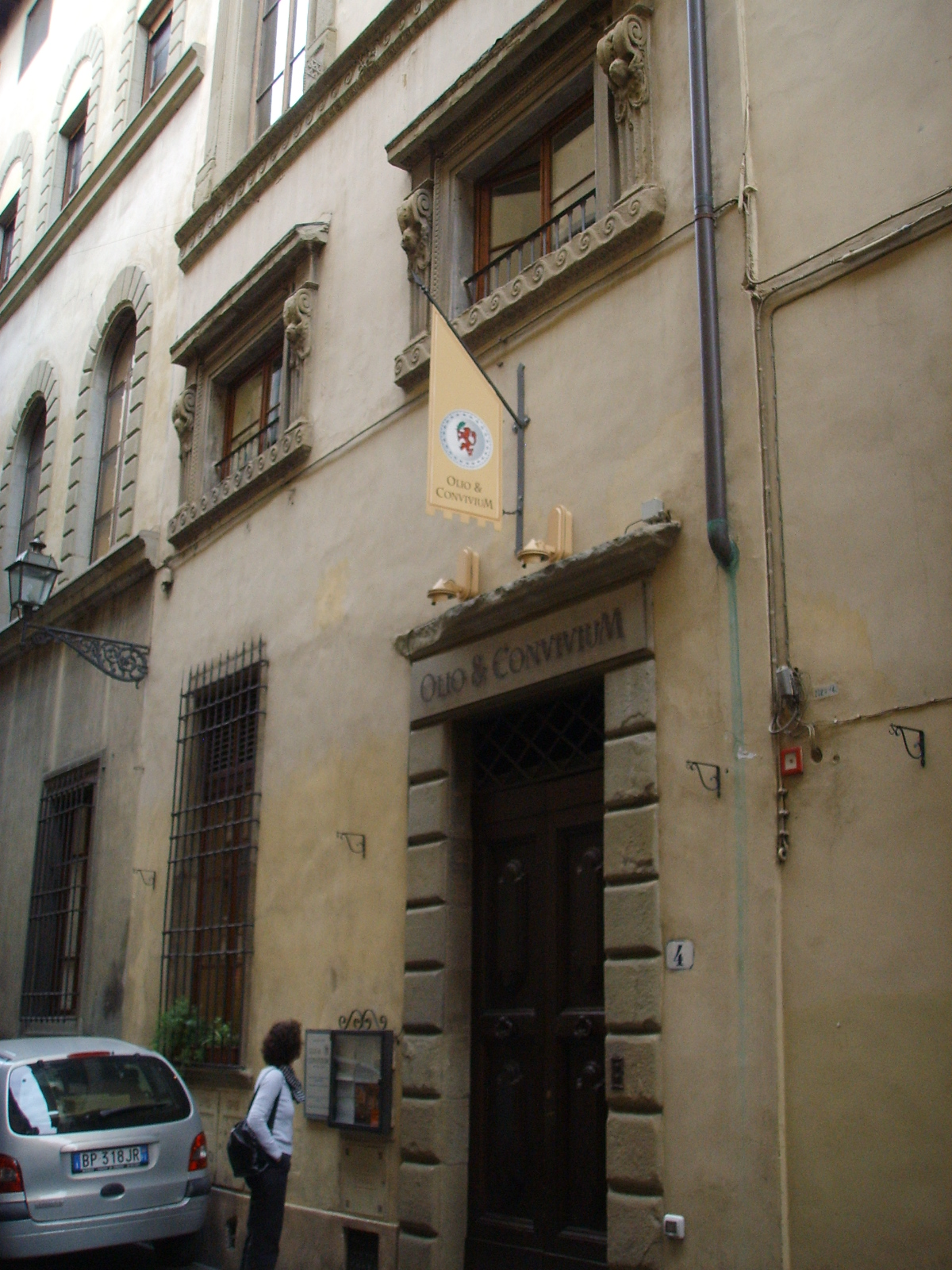
A Fachada secundária na Via Santo Spirito
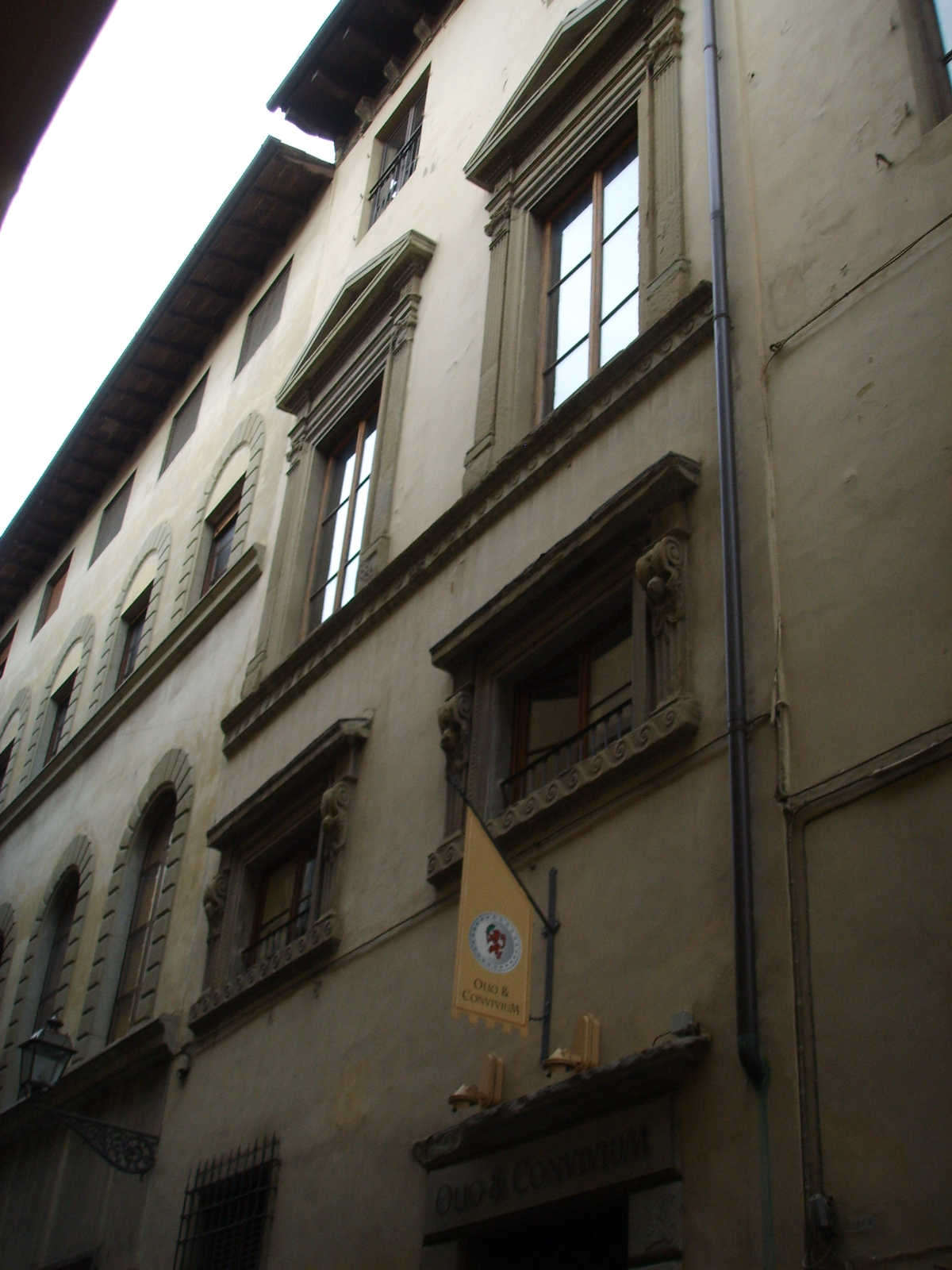
A Fachada secundária na Via Santo Spirito